# Минеральные добавки для цементов, бетонов и строительных растворов
Минеральная добавка (МД) — дисперсный неорганический материал, вводимый в бетонную или растворную смесь  в целях регулирования их технологических и строительно-технических свойств или придания им новых свойств.

## Минеральные добавки для цементов
Следует отметить что термин минеральная добавка имеет более широкое значение. Существуют минеральные добавки для цементов. Соответствующее определение приведено в ГОСТ 30515-2013 Цементы. Общие технические условия: Минеральная добавка - материал, вводимый в цемент взамен части клинкера в целях достижения определенных показателей качества и (или) экономии топливно-энергетических ресурсов.
Согласно ГОСТу 31108-2003 минеральной добавкой основных компонентов цемента можно считать гранулированный шлак, пуццоланы (пылевидная смесь вулканического пепла, туфа и пемзы), а также известняк — исходя из нормативных документов. 

## Классификация
По активности различают МД:
- Активные минеральные добавки (АМД)
- Инертные минеральные добавки (ИМД)

### Минеральные добавки для цементов
По ГОСТ Р 56196-2014 активные минеральные добавки для цементов подразделяют на следующие группы:
- природные минеральные добавки;
- техногенные минеральные добавки - побочные продукты промышленных производств.

#### Природные минеральные добавки
К природным минеральным добавкам относятся:
- пуццоланы осадочного происхождения (диатомиты, трепелы, опоки);
- пуццоланы вулканического происхождения (пеплы, туфы, трассы, вулканические шлаки, цеолит, цеолитизированные породы);
- природные обожженные пуццоланы (обожженные глинистые породы - глиежи).

#### Техногенные минеральные добавки
К техногенным минеральным добавкам относятся:
- доменные гранулированные шлаки по ГОСТ 3476[5];
- зола-уноса, получаемая путем электростатического или механического осаждения твердых частиц из дымовых газов, образующихся при сжигании тонкомолотого угля, горючих сланцев. Зола-уноса может быть кислой, проявляющей пуццоланические свойства и основной, проявляющей гидравлические свойства;
- микрокремнезем (силикатная пыль), образующийся при восстановлении высокочистого кварца углем в электрических дуговых печах при изготовлении кремния и ферросилиция;
- обожженный сланец, получаемый обжигом в специальной печи при температуре 800 °С и в тонкомолотом состоянии проявляющий гидравлические и пуццоланические свойства.

### Минеральные добавки для бетонов
В качестве минеральных добавок для бетонов и строительных растворов могут использоваться те же минералы, что и для цемента, однако их классификация и требования к ним регламентируются разными ГОСТами.
ГОСТ Р 56592-2015[1] вводит следующую классификацию минеральных добавок для бетонов и строительных растворов.
- По происхождению МД подразделяют на природные и техногенные.
- По механизму и степени проявления активности МД подразделяют на следующие виды:
  - Активные минеральные добавки (АМД), обладающие вяжущими свойствами;
  - АМД, обладающие расширяющими свойствами;
  - АМД, обладающие пуццоланическими свойствами;
  - Инертные минеральные добавки (ИМД) - микронаполнители.
- По степени проявления пуццоланической активности АМД подразделяют на следующие виды:
  - АМД, обладающие высокой пуццоланической активностью;
  - АМД, обладающие средней пуццоланической активностью;
  - АМД, обладающие низкой пуццоланической активностью.

### Требования к минеральным добавкам
Основные требования к качеству минеральных добавок изложены в ГОСТ Р 56178-2014, ГОСТ Р 56196-2014 и ГОСТ Р 56592-2015.